# 波卡塞特河 (罗德岛州)
波卡塞特河（英語：Pocasset River）是美国羅德島州的一条河流，注入大西洋，长12.4英里（20.0），沿河共有五座水坝。